# Параскева Сербская
Параске́ва Се́рбская, Свята́я Параскева, Ты́рновская, Болга́рская, Молда́вская (серб. Света Петка; болг. Петка Българска; XI век) — христианская святая, прославившаяся своим аскетизмом. Почитается в лике преподобных. Память в Православной церкви совершается 14 (27) октября и 30 августа (12 сентября) (Собор Сербских святых). Особенно почитается в Балканских странах.

## Жизнеописание
Родилась в городе Эпиват (Επιβάτες, ныне Селимпаша близ Стамбула в Турции) на берегу Мраморного моря неподалёку от Константинополя. Её братом был святитель Евфимий, епископ Мадитский (умер ок. 989-996 гг.). После смерти родителей Параскева раздала полученное наследство и отправилась в Константинополь, где прожила пять лет. Там она приняла монашеский постриг и отправилась в Святую землю на поклонение святыням. После паломничества она поселилась отшельницей в пустыне в Иорданской долине. За два года до смерти в пожилом возрасте вернулась домой, где и скончалась. Была погребена на общем кладбище как безымянная странница.
Житие сообщает, что мощи Параскевы были чудесным образом обретены и положены в местном храме, где прославились различными чудесами. В 1238 году по приказу болгарского царя Иоанна Асена их перенесли в город Тырновград. После захвата Болгарии турками мощи Параскевы вывезли в Валахию, а когда и она была захвачена, то по просьбе сербской княгини Милицы их разрешили перенести в Белград.
Когда Сулейман I в 1521 году захватил Белград, то в числе прочих ценностей он вывез в Константинополь мощи преподобной Параскевы. В 1641 году по просьбе молдавского господаря Василия их разрешили перенести в Яссы, где они находятся по настоящее время.
Святая Параскева считается покровительницей Молдавии, так как место нахождения её мощей — город Яссы, был древней столицей исторической Молдавии.

## Обычаи восточных славян
Образ святой Параскевы на землях восточных славян тесно сросся с древним культом языческой Мокоши, которой женщины посвящали пятничный день. В народе святая получила двойное имя Параскева-Пятница.
Русский народ называл святую Параскеву — Пятницей, Пятиной, Петкой. Популярной была русифицированная форма имени — Прасковья, уменьш. Параша, Пана.
В русском быту в старое время святая Параскева так и именовалась: «Параскева-Пятница». Слово «пятница» чуть не превратилось в самостоятельное женское имя, которое могло бы существовать рядом с Прасковьей, как имена Воин и Постник.